# 峡卡河水库
峡卡河水库是中国湖北省荆门市钟祥市境内的一座水库，位于汉江支流峡卡河上，建于1979年。水库正常库容为1659万立方米，集雨面积为34平方千米，海拔为128米。